# Петровичи (Гомельская область)
Петровичи (бел. Пятровічы; до 1925 года — Синявка) — деревня в Светлогорском районе Гомельской области Беларуси. В составе Николаевского сельсовета.
На западе граничит с лесом.

## География

### Расположение
В 34 км на запад от Светлогорска, 31 км от железнодорожной станции Светлогорск-на-Березине (на линии Жлобин — Калинковичи), 142 км от Гомеля.

### Гидрография
На западе озеро Синее.
Имеется артезианская скважина.

## Транспортная сеть
Транспортные связи по просёлочной, затем автомобильной дороге Паричи — Озаричи. Располагался клуб. Планировка состоит из прямолинейной улицы почти меридиональной ориентации, к которой на юге присоединяется короткая улица с широтной ориентацией. Застройка двусторонняя, деревянная, усадебного типа.

## История
Согласно письменным источникам известна с XIX века как селение в Чернинской волости Бобруйского уезда Минской губернии. Согласно переписи 1897 года деревня Слобода( Пяровичи) - Петровичи (она же Синявка).
В 1921 году открыта школа, которая размещалась в наёмном крестьянском доме. В 1931 году организован колхоз «Новая Нива», работали паровая и ветряная мельницы, кузница. Во время Великой Отечественной войны в июне 1944 года оккупанты сожгли 126 дворов и убили 41 жителя. Освобождена 24 июня 1944 года, в первый день наступления 65-й армии 1-го Белорусского фронта во время операции «Багратион».

## Население

### Численность
- 2013 год — 29 хозяйств, 54 жителя

### Динамика
- 1897 год — 47 дворов, 284 жителя (согласно переписи)
- 1940 год — 130 дворов, 397 жителей
- 1959 год — 335 жителей (согласно переписи)
- 2004 год — 49 хозяйств, 101 житель
- 2013 год — 29 хозяйств, 54 жителя